# Эмблема МВД России
Эмблема Министерства внутренних дел Российской Федерации (эмблема органов внутренних дел Российской Федерации) — геральдический знак, учреждённый Указом Президента Российской Федерации от 10 ноября 1998 года № 1333. Эмблема МВД России была учреждена Борисом Ельциным «в целях реализации единой государственной политики в области геральдики, развития исторических традиций органов внутренних дел Российской Федерации».

## Положение об эмблеме
Согласно положению об эмблеме, утверждённому Указом Президента Российской Федерации от 10 ноября 1998 года № 1333, геральдический знак — эмблема органов внутренних дел Российской Федерации является знаком, указывающим на принадлежность сотрудников, а также вооружения, техники и другого имущества к органам внутренних дел Российской Федерации.
Эмблема помещается на угловых штампах или бланках с угловыми штампами подразделений центрального аппарата МВД России, территориальных органов МВД России, представительств (представителей) МВД России за рубежом, образовательных, научных, медицинских (в том числе санаторно-курортных) организаций, окружных управлений материально-технического снабжения системы МВД России, иных организаций и подразделений, созданных в установленном российским законодательством Российской Федерации порядке для реализации задач, возложенных на органы внутренних дел. 
Эмблема помещается в кабинете Министра внутренних дел Российской Федерации, в зале коллегии МВД России, а также изображается на штандарте (флаге) Министра внутренних дел Российской Федерации. Изображение эмблемы помещается в порядке, определяемом Министром внутренних дел Российской Федерации, на знаках отличия и знаках различия сотрудников органов внутренних дел, а также на наградном оружии. Иные случаи использования изображения эмблемы органов внутренних дел устанавливаются Министром внутренних дел Российской Федерации. 
Изображение эмблемы допускается на печатной продукции, кино-, видео- и фотоматериалах, выпускаемых МВД России, рекламно-информационной и сувенирной продукции (проспекты, буклеты, календари, значки, вымпелы, часы, посуда, медальоны, папки и другие изделия), изготавливаемой по заказу МВД России. Помимо прочего, эмблема охраняется в установленном порядке патентным законодательством Российской Федерации.

## Описание
Согласно описанию, утверждённому Указом Президента Российской Федерации от 10 ноября 1998 года № 1333, эмблема МВД России представляет собой изображение увенчанного одной большой и двумя малыми коронами золотого (серебряного) двуглавого орла с распростертыми крыльями, держащего в правой лапе скипетр, а в левой — державу. На груди орла расположен круглый щит с изображением на фоне цветов Государственного флага Российской Федерации пешего воина, поражающего копьем дракона. Щит наложен на скрещенные мечи золотистого цвета и окаймлен лавровыми ветвями серебристого цвета, если орёл имеет золотистый цвет, и на скрещенные мечи серебристого цвета и лавровые ветви золотистого цвета, если орёл имеет серебристый цвет.
Эмблема МВД России может выполняться в чёрно-белом изображении.
|                                        |                                                       |                                                         |                                                            |
| Флаг МВД России с изображением эмблемы | Нарукавный знак полиции России с изображением эмблемы | Российская десятирублёвая монета с изображением эмблемы | Российская почтовая марка 2022 года с изображением эмблемы |